# Seth MacFarlane
Seth MacFarlane Woodbury (nascut el 26 d'octubre de 1973 a Kent, Connecticut, fill de Ron i Perry MacFarlane) és dibuixant, guionista, productor, director i doblador de veus. És més conegut per ser el creador de les sèries de dibuixos animats Family Guy i American Dad!. Posà veu al personatge de Johann Krauss a la pel·lícula Hellboy II: L'exèrcit daurat (Guillermo del Toro, 2008).
Com a actor, ha fet aparicions en programes com Les noies Gilmore i La Guerra a casa. La seva passió per la ciència-ficció i la fantasia l'ha portat a realitzar cameos com a artista convidat en Star Trek: Enterprise i interpretar a Johann Kraus en la pel·lícula Hellboy II: The Golden Army de Guillermo del Toro igual que en els crèdits d'obertura de Futurama: Into the Wild Green Yonder on apareixia cantant. Les seves produccions animades són conegudes per les paròdies que es duen a terme de les referències culturals del cinema i la televisió. El 2008 va crear el seu propi canal de YouTube anomenat Seth MacFarlane's Cavalcade of Cartoon Comedy. Com a cantant, és conegut per la seva notable veu a l'hora d'actuar a Broadway amb els seus propis espectacles. El 2009 va fer una aparició en el The Proms de la BBC on va realitzar la seva millor actuació; allà, MacFarlane va cantar durant un moment amb la veu de Stewie. El 2012 va fer la pel·lícula Ted, en la qual és director.
A vegades ha ofert xerrades en universitats dels Estats Units. Un recent contracte signat amb la FOX de 100 milions de dòlars ha convertit a MacFarlane en el guionista i productor millor pagat de tota la història. Actualment resideix a Beverly Hills, on va adquirir una casa valorada en 13,5 milions de dòlars.
Al setembre de 2011 va debutar al món de la música amb el seu primer àlbum Music Is Better Than Words. El mateix any va anunciar que realitzaria un reboot dels Picapedra per 2013, no obstant això la producció anar va amb retard a causa de l'atapeïda agenda de MacFarlane.

## Biografia

### Infància i joventut
MacFarlane va néixer el 26 d'octubre de 1973 a Kent, Connecticut. La seva mare, Ann Perry (Cognom de soltera: Sager) i el seu pare, Ronald Milton MacFarlane són fills de Newburyport, Massachusetts, tots dos d'arrels britàniques i parcialment canadenques. Durant la seva infància, MacFarlane va desenvolupar interès per la il·lustració i va començar a dibuixar personatges animats, entre els quals es trobaven Pere Picapedra i Woody Woodpecker. Als nou anys, va dibuixar una tira còmica pel The Kent Good Times Dispatch titulat Walter Crouton.
El 1991, des del seu institut, va rebre el diploma a través de l'Escola Episcopaliana de Kent. El seu mestre, el reverend Richardson W. Schell va retreure a MacFarlane el seu "pobre" estil de l'humor i posteriorment va demanar a FOX que no emetessin Pare de família. Els pares de MacFarlane, de professió mestres del centre on estudiava el seu fill, van dimitir en senyal de protesta.
Més tard estudiaria animació a l'Escola de Disseny de Rhode Island (RISD en les seves sigles en anglès), on va obtenir el Certificat de Belles arts. Com a estudiant, va voler treballar per The Walt Disney Company, però va canviar d'opinió després de graduar-se. En la RISD va presentar com a tesi doctoral un curtmetratge animat titulat The Life of Larry. El seu professor va lliurar la seva creació als estudis de Hanna-Barbera on més tard seria contractat.

### Vida personal
Ell mateix s'ha identificat com un fervent seguidor de la guerra de les galàxies, Star Trek i la ciència-ficció en general. El 26 de maig de 2007 va aparèixer en una convenció de la guerra de les galàxies per promocionar l'episodi Blue Harvest. MacFarlane és conegut per la seva veu i dots de pianista, en els seus primers anys, va rebre classes per part d'una parella de professors que van donar lliçons de cant a Frank Sinatra. També ha format part d'un club de jazz. Al novembre de 2008 i després de denegar-se-li l'entrada en el Crown Bar de Los Angeles, aquest va respondre enviant als propietaris del local 5.000 dòlars en flors per al club.
Respecte a la seva vida íntima, en una entrevista concedida a The Daily Princetonian, MacFarlane va comentar ser solter, on es va comparar amb Brian Griffin: "De tant en tant m'assemblo una mica a Brian - sempre buscant la persona idònia - però quan surto, sóc com a molt, el tipus del costat". També ha declarat ser una persona atea.

### 11 de setembre
El matí de l'11 de setembre de 2001, MacFarlane tenia previst tornar a Los Angeles en el vol 11 de American Airlines des de Boston. Després d'una ressaca després d'una nit de celebracions, i per un error en l'hora de sortida (8:15 en lloc de 7:45) per la seva agència de viatges, va arribar a l'aeroport Internacional Logan al voltant de les 7:30 sent incapaç d'agafar el vol, ja que l'accés a l'aeronau estava tancada. 15 minuts després de l'enlairament es confirma que el vol 11 ha estat segrestat, i a les 8:46 estavellat contra la Torre Nord del World Trade Center. Després de l'impacte, l'avió i l'edifici van quedar destruïts.
En una entrevista concedida a TVShowsOnDVD.Com, MacFarlane va dir el següent sobre la sort que va tenir:
| « | L'única raó per la qual realment no m'ha afectat tant com podria haver-ho fet és que jo realment no vaig saber que estava en perill en absolut fins i tot quan tot va haver acabat, de manera que no vaig passar per aquell moment de pànic. Després de l'esdeveniment, era una cosa molt seriosa per pensar-hi, però la gent molt sovint està a un punt...; travesses el carrer i gairebé t'atropella un cotxe... En aquest cas, va resultar que va estar relacionat amb una cosa molt important. Realment no puc permetre que m'afecti, ja que sóc un escriptor de comèdies. He de guardar-lo a la recambra del cap. | » |

## Carrera televisiva
A Hanna-Barbera, MacFarlane va treballar com a caricaturista i guionista en el bloc de Cartoon Network, Cartoon Cartoons. Entre els seus treballs es troben l'haver escrit i dirigit diversos episodis de Johnny Bravo, Cow and Chicken i El laboratori de Dexter. MacFarlane també va crear i va escriure un curt titulat Zoomates per al programa Oh Yeah! Cartoons dels Estudis Frederator en Nickelodeon. El 1996, MacFarlane va crear Larry and Steve,  que estava protagonitzada per un home de mitjana edat anomenat Larry i el seu gos intel·lectual Steve. El curtmetratge va ser emès a l'espai The Cartoon Cartoon Show. Els executius de la FOX, després de veure les dues parts de Larry Shorts van contractar a MacFarlane perquè creés una sèrie inspirada en els personatges.
Als 24 anys, es va convertir en el productor executiu més jove. La FOX va proposar a MacFarlane completar un curt de 15 minuts donant-li 50.000 dolares de pressupost. MacFarlane va declarar que l'episodi pilot de Pare de família li va portar mig any a crear-lo i produir-lo. Recordant una anècdota en una entrevista concedida a The New York Times, va declarar "Vaig passar uns sis mesos sense dormir i sense tenir vida, tan sols em dedicava a dibuixar com a boig en la meva cuina i treballant el pilot."
Lloat pel gran nom de vendes en DVD i a causa de la lleialtat dels seus fans, Pare de família va recaptar mil milions de dòlars. Després d'un acord per 100 milions amb la FOX, Pare de família i American Dad van quedar lligades fins a 2012. Aquest acord va fer d'ell, el guionista de televisió millor pagat del món.

### Pare de família
La primera emissió de Pare de família va  començar el 31 de gener de 1999. La feina de MacFarlane per donar vida a la sèrie ha estat influïda per Jackie Gleason i les obres de Woody Allen entre altres exemples més com Els Simpson i All in the Family. A més d'escriure el guió de tres episodis, Death Has a Shadow, Family Guy Viewer Mail i North by North Quahog, ha posat la seva veu als personatges principals: Peter, Stewie, Brian Griffin i Glenn Quagmire igual que a Tom Tucker i el seu fill Jake a part d'altres secundaris i minoritaris.
L'èxit de la sèrie li ha obert moltes portes al seu creador que el va portar a realitzar-hi esdeveniments relacionats. El 26 d'abril de 2005, juntament amb el compositor Walter Murphy, va crear Family Guy: Live in Vegas. L'àlbum disposava d'un espectacle musical tipus Broadway i una pista addicional en la qual MacFarlane canta amb la veu de Stewie Griffin en Stewie's Sexy Party. MacFarlane ha declarat ser un fan dels musicals de Broadway, i va afegir que l'ús de musicals és un component de la seva sèrie:
El 2006 es va publicar un videojoc de la sèrie. Un any després, a l'agost, va signar un acord de producció amb AdSense. En les actuacions en directe, MacFarlane porta al repartiment artístic de gira. Family Guy Live ofereix als fans l'oportunitat d'assistir a una lectura de guió d'episodis inèdits. A mitjans de 2007, els seguidors de Chicago van tenir l'oportunitat d'assistir a l'estrena de la sisena temporada amb l'episodi Blue Harvest. Quant a les gires, han actuat a Mont-real, Nova York i Los Angeles.
El 22 de juliol de 2007, en una entrevista concedida a The Hollywood Reporter. va anunciar que podria estar treballant en una pel·lícula, encara que va especificar que "no hi havia res oficial encara". Al setembre, Ricky Blitt va concedir a Tv.com una entrevista on va confirmar que havia començat a treballar en el guió. El 18 de juliol de 2008, finalment MacFarlane va confirmar els plans per produir un llargmetratge de Pare de família "per l'any següent". Va declarar tenir alguna idea per a la trama, "alguna cosa que no veuries en la sèrie, la qual cosa (per a ell) és l'única raó per rodar una pel·lícula." Posteriorment va afegir que s'imagina el film com "un musical d'abans amb un diàleg similar al de The Sound of Music".
Malgrat la seva popularitat, Pare de família ha rebut també crítiques. La PTC, grup mediàtic freqüentment crític amb la sèrie, va organitzar una campanya de cartes protesta per demanar la retirada de la graella de la FOX, i han recopilat diverses queixes per part de la FCC els qui al·legaven que alguns episodis mostraven continguts indecents. MacFarlane va respondre a les crítiques de la PTC amb aquestes declaracions, entre altres més: "És com rebre el correu de l'odi de Hitler. Són gent terrible en el sentit literal".Pare de família va ser cancel·lada en dues ocasions, encara que el gran suport rebut pels fans i les vendes de DVD van obligar a la cadena a reconsiderar la seva pròpia elecció. També ha esmentat que aquelles cancel·lacions van afectar el treball dels guionistes cada vegada que FOX els donava permís, "un dels aspectes positius de la constant empenta [respecte a l'emissió] del programa era que sempre havíem de proveir als guionistes".
Durant l'emissió de la sisena temporada, es va aturar la producció dels episodis de Pare de família i American Dad a causa de la vaga de guionistes (amb la participació de MacFarlane que va brindar el seu suport als manifestants mentre que la FOX, va emetre tres episodis sense el seu consentiment exprés). Després de la fi de la vaga, el 12 de febrer de 2008, va tornar a reprendre's la producció de la sèrie amb les seves emissions regulars a partir de Back to the Woods.

### American Dad!
Juntament amb Matt Weitzman i Mike Barker, va crear American Dad!. La seva primera emissió va venir després de la Super Bowl de 2005 el 6 de gener de 2005. El programa va donar començament de forma regular l'1 de maig en la FOX. Igual que a l'apartat anterior, MacFarlane descriu la sèrie amb certes similituds amb All in the Family.
La política del President George W. Bush va servir d'inspiració a l'hora de crear la sèrie, el qual se centra en Stan Smith, un agent de la CIA i fanàtic neoconservador. La seva dona, Francine i els seus fills, Hayley i Steve Smith recreen la típica família americana de classe mitjana juntament amb Roger, un extraterrestre al que Stan va rescatar de l'Àrea 51, i Klaus, un peix que porta el cervell trasplantat d'un esquiador olímpic d'Alemanya Oriental en els Jocs Olímpics de 1986 (aquell any no n'hi havia). MacFarlane doblega a Stan i a Roger, la veu del segon està basada en Paul Lynde quan interpretava a Oncle Arthur en Bewitched. La seva germana Rachael MacFarlane posa la seva veu a Hayley Smith.

### The Winner
MacFarlane va ser productor executiu de la sitcom The Winner protagonitzada per Rob Corddry. La sèrie es va estrenar en la FOX el 4 de març de 2007. La trama se centra en Glen, un home que parlava de com havia madurat als 32 anys i de recuperar el seu únic amor després que una dona es traslladés al seu costat. Finalment la coneix, tant a ella com al seu fill del que es fa amic.
Després de l'emissió de sis episodis, la sèrie va ser definitivament cancel·lada el 16 de maig. No obstant això, en Family Guy Live in Mont-real, Seth va declarar: "és com si pogués haver-hi una vida futura per The Winner". Després del comentari, ni la cadena ni el productor han donat detalls sobre els plans per tornar a posar en marxa la sèrie. The Winner va ser esmentada en l'episodi Family Gay de Pare de família on diversos cavalls d'un hipòdrom tenien nom de programes cancel·lats de la FOX, The Winner va ser una d'elles.

### The Cleveland Show
El 2009 va crear una sèrie spin-off de Pare de família titulat The Cleveland Show centrat a Cleveland Brown i la seva nova família. La idea del projecte va venir per un suggeriment de Mike Henry. FOX va ordenar la producció de 22 episodis l'estrena dels quals del primer seria el 27 de setembre de 2009. A causa de la cancel·lació de King of the Hill, el trasllat de franja del dissabte nit de Sit Down, Shut Up, i la renovació de American Dad i Els Simpson, només aquesta última és l'única sèrie animada del bloc "Animation Domination" de FOX que no té la signatura de MacFarlane. Al principi, la primera temporada consistia en 22 episodis, però la cadena va manar la producció d'una segona amb 13 més, fent un total de 35 episodis. La notícia es va fer pública el 3 de maig, abans de l'estrena de la sèrie. Després dels forts ratings d'audiència, la FOX va tornar a ordenar la producció de 9 episodis més per a la segona temporada fent un total de 22 per a la temporada i 44 de la sèrie.

### Cavalcade of Cartoon Comedy
El 10 de setembre de 2008, va produir una sèrie de webisodis coneguts com a Seth MacFarlane's Cavalcade of Cartoon Comedy. Cada segment era un curt patrocinat per la companyia Burger King de manera setmanal. La sèrie va tenir gran èxit amb el seu canal de You Tube SethComedy amb 3 milions de visites en només dos dies, fent-ne el canal més vist de la setmana. Els curts restants han estat publicats en una edició de DVD i Blu-Ray.

### FlashForward
El 24 de setembre de 2009 va fer aparició en el primer episodi de la sèrie de ciència-ficció d'ABC FlashForward, abans que la sèrie fos cancel·lada estava previst que MacFarlane tingués un paper protagonista.

### Ted
El 2012 va debutar com a director en la pantalla gran amb la pel·lícula Ted a més de ser el seu guionista i productor.
Les crítiques van ser en la seva majoria positives tant pels crítics com pel públic amb un rotund èxit de taquilla.

### Seqüela de Cosmos: Un viatge personal
El 5 d'agost de 2011 Fox va anunciar que MacFarlane, Ann Druyan i l'astrofísic Steven Soter serien part del guió i els equips de producció de la seqüela de la reeixida sèrie Cosmos: Un viatge personal (1980), escrita i conduïda originalment per Carl Sagan. Aquesta es dirà Cosmos: Una Odissea pel Temps i l'Espai i comptarà amb l'astrofísic nord-americà Neil deGrasse Tyson com a presentador. Igual que la sèrie original, tindrà 13 capítols de 60 minuts cadascun. S'espera que sigui transmesa al canal per a principis de 2014, amb repeticions en el canal de National Geographic la mateixa nit.

## Carrera musical
El 2012 va declarar que podria actuar en els Proms amb l'orquestra de John Wilson en un concert inspirat en els musicals de Broadway. Després de signar un contracte amb el segell discogràfic Universal Republic Records va publicar el seu primer àlbum musical titulat Music Is Better Than Words, a causa del seu aprenentatge musical i interès pel Great American Songbook i les orquestres dels anys 50.
L'àlbum va ser nominat a un Grammy en la categoria de Millor Àlbum de pop tradicional.

## Artista convidat

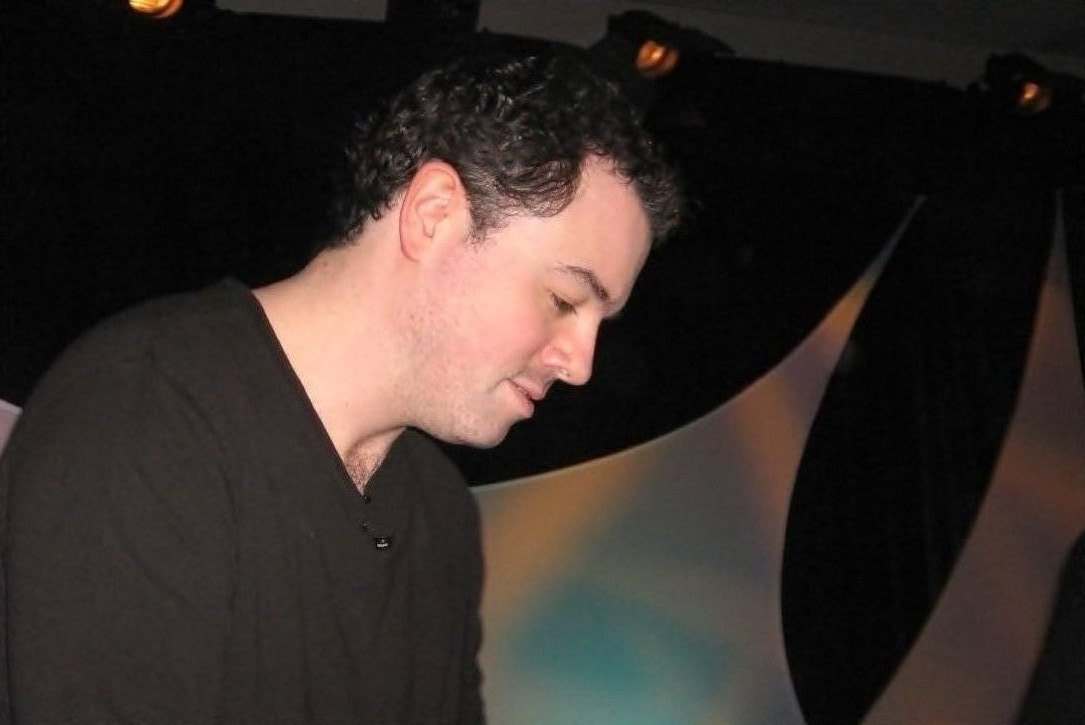
Seth MacFarlane signant autògrafs en la convenció Star Wars de Los Angeles el 26 de maig de 2007.

MacFarlane ha realitzat aparicions en programes de moltes classes i pel·lícules independents. El 2002 va fer un cameo en l'episodi Lorelai's Graduation Day de la sèrie Les Noies Gilmore. Quatre anys després seria artista convidat en Hillary's Date en La Guerra a casa, en I Wash My Hands of You de la mateixa sèrie va aparèixer com un personatge anònim que queda en secret amb Hillary, una adolescent. També ha estat l'Alferes Rivers en Star Trek: Enterprise en els episodis The Forgotten i Affliction. Durant l'any 2006, va tenir un paper en un curt independent titulat Life is Short on va fer de Dr. Ned, un psicòleg que aconsellava a un home de baixa alçada (Samm Levine) sobre tenir relacions amb una dona d'un taller. És un convidat freqüent al programa de ràdio de Dr. Drew Pinsky, Loveline.
Al programa MADtv de l'11 de novembre de 2006, MacFarlane va fer una recreació en live action de l'escena de l'episodi Fast Times at Buddy Cianci, Jr. High de Pare de família on la família acusava a Chris de l'assassinat del marit de la seva professora. En un moment tibant, Meg, espaordida salta per la finestra. Després de l'esquetx va córrer el rumor que l'actriu que la interpretava va morir en caure, sent en realitat un gag de la pròpia escena. En l'adaptació amb personatges reals, el propi MacFarlane feia de Peter, mentre que els altres actors interpretaven a la resta de la família alhora que imitaven a altres celebritats: Nicole Parker com Kathy Griffin feia de Lois Griffin, Ike Barinholtz com Dane Cook feia de Chris, Nicole Randall Johnson com Queen Latifah feia de Meg, i Keegan-Michael Key com Snoop Dogg feia de Stewie. Seth va presentar el Canadian Awards for the Electronic & Animated Arts's Second Annual Elan Awards el 15 de febrer de 2008.

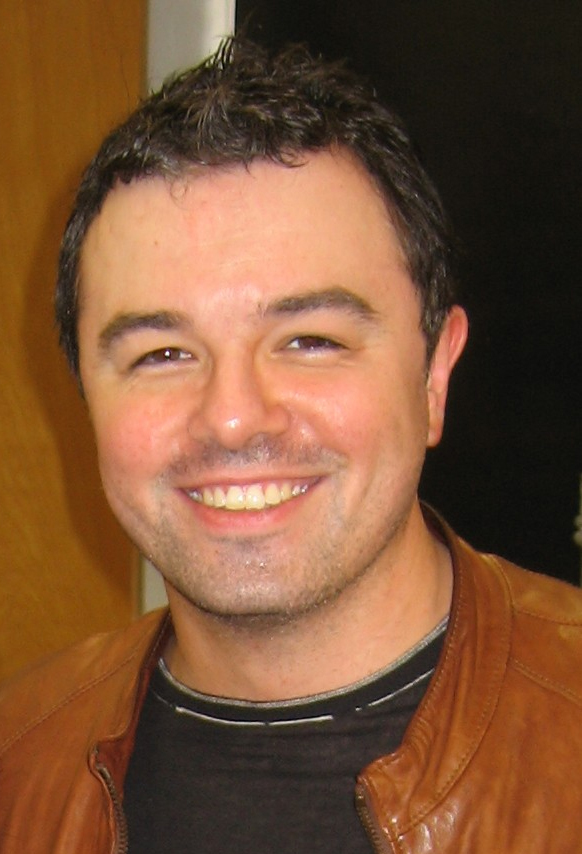
Seth MacFarlane a l'Escola de Disseny de Rhode Island.

MacFarlane també ha aparegut en noticiaris i xous de matinada com Jimmy Kimmel Live! i LAte Show with David Letterman. El 19 de gener de 2007, MacFarlane va aparèixer en Countdown with Keith Olbermann en la cadena MSNBC per parlar sobre l'aparició de Stephen Colbert en The O'Reilly Factor and Bill O'Reilly's i l'aparició de Bill O'Reilly de retorn en The Colbert Report. MacFarlane va introduir aquesta part del programa dient amb la veu de Stewie: «Oh, espera, Bill! Queda't quiet, deixa que em cagui damunt teu. La victòria és meva!". Tres mesos després, el 24 de març de 2007, van entrevistar a MacFarlane en el Talkshow with Spike Feresten de la Fox, i va tancar el programa cantant la cançó de Frank Sinatra You Make Me Feel So Young. També va posar la veu de Stewie quan va aparèixer en un episodi de Bones com una al·lucinació de Seeley Booth induïda per un tumor cerebral. Per a aquest episodi, MacFarlane va escriure el seu propi diàleg. El 8 de maig de 2009 va ser un dels convidats en Real Time with Bill Maher."
A part de Pare de família i American Dad  també ha posat les seves veus a diversos personatges d'altres sèries animades i pel·lícules. Va posar la seva veu a Wayne "The Main Brain" McClain de Aqua Teen Hunger Force. També ha doblat per a Robot Chicken, incloent una paròdia de Lion-O i l'Emperador Palpatine igual que a Peter Griffin per a la mateixa sèrie, inclusivament va realitzar una autoparodia d'ell mateix en la premiere de la quarta temporada. En la sèrie de Bob Boyle, Yin Yang Jo! va posar la veu al "El Manotaure". Quant a les seves participacions en pel·lícules, va fer la veu de Johann Krauss en la pel·lícula de 2008, Hellboy 2: l'exèrcit daurat. També va realitzar un cameo en Futurama: Into the Wild Green Yonder. Per a Hulu va fer un espot publicitari on era un alienígena que representava la website com un "guió malvat que pretén destruir el món", a més d'aquesta interpretació, va aparèixer doblant als personatges de Pare de família i American Dad als quals dobla.
L'1 d'agost de 2009, va actuar al programa Proms de la BBC al costat de John Wilson i la seva orquestra, on va interpretar una selecció de cançons de diversos musicals de la Metro-Goldwyn-Mayer compartint escenari amb Kim Criswell, Sarah Fox, Thomas Allen i Curtis Stigers. En la gala es van interpretar tres cançons d'Alta societat, Cantant sota la pluja i That's Entertainment!.
El 20 d'abril de 2010 va posar la veu a I.S.R.A.E.L. (Intelligent Smart Robot Animation Eraser Lady) en The Drawn Together Movie.

## Activisme

### Activisme en pro de la comunitat LGBT
MacFarlane va començar a donar suport als drets del col·lectiu LGBT des que un familiar seu digués que l'homosexualitat del seu cosí es podria guarir. Aquelles paraules van indignar a MacFarlane, que en una entrevista el 2008 per The Advocate va declarar "va ser una putada horrible sentir això d'algú a qui vols." Va assenyalar també que els seus pares el van educar per ser una persona amb raonament, en referència als drets d'aquest col·lectiu.
MacFarlane és una persona molt susceptible amb el tema LGBT. Va dir que és "una cosa estúpida alhora que enfuridora" que una parella gai "hagi de ser considerada, l'un com un puto gos i l'altre com un poltre quan arriben a un hotel on el recepcionista els pregunta -Desitgen una habitació o dues?", "Sóc increïblement sensible sobre el meu suport a la comunitat LGBT i ells han d'afrontar els problemes socials per la seva actual condició". També es va preguntar, "Per què Fulanito el Cutre del punyeter Estat de Geòrgia pot pegar a una dona amb la qual està casat de manera legal i a la qual esbronca i no obstant això aquests dos [gais] de professió escriptors, intel·ligents i sofisticats que porten 20 anys junts no poden casar-se?".

### Vaga de guionistes de 2008

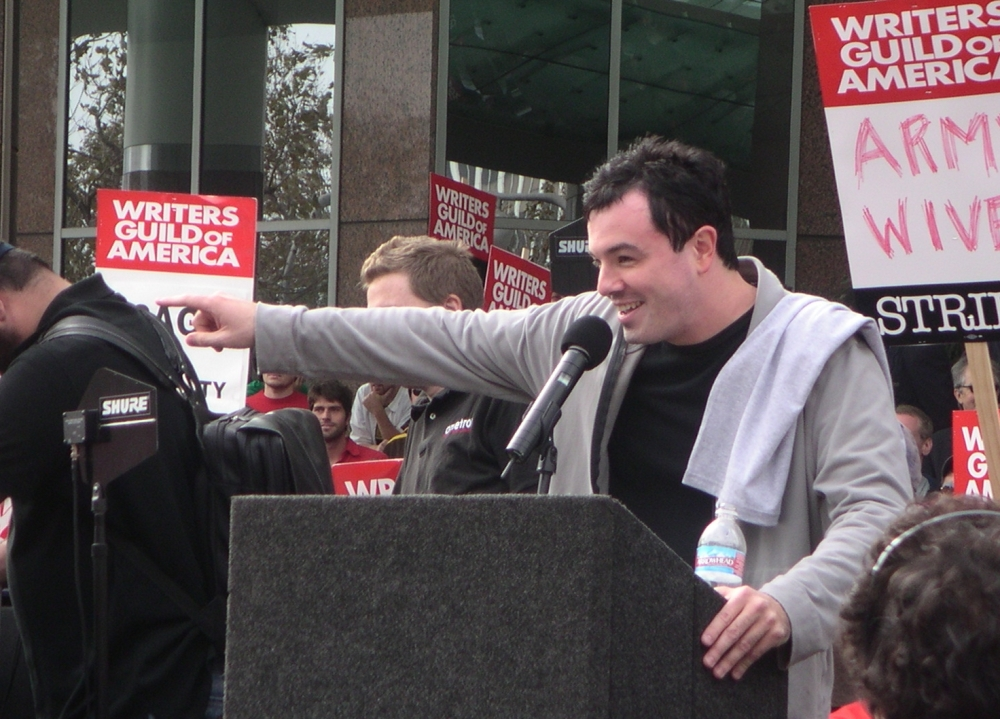
Seth MacFarlane dirigint-se als assistents en la vaga de guionistes celebrada en Culver City al novembre de 2007.

Durant la vaga de guionistes a Hollywood de 2007-2008, MacFarlane es va posicionar al costat dels guionistes i va participar durant la vaga fins al final. La producció oficial de Pare de família es va aturar gairebé tot el desembre de 2007 i diversos mesos després. La FOX va continuar produint episodis sense l'aprovació de MacFarlane malgrat negar-se a treballar en la sèrie mentre durés la vaga, el seu contracte amb la cadena l'obligava a contribuir en alguns episodis que es van produir conseqüentment. Els rumors de la continuïtat de la producció de la sèrie va obligar a MacFarlane a pronunciar-se "...seria una monumental cagada si decidissin seguir endavant [amb la producció]". La vaga va finalitzar el 12 de febrer de 2008.

### Ideologia política
MacFarlane és simpatitzant del Partit Demòcrata. Va donar prop de 50.000 dòlars per a diversos congressistes demòcrates i per a la campanya presidencial de Barack Obama.

## Carrera televisiva
A Hanna-Barbera, MacFarlane va treballar com a caricaturista i guionista en el bloc de Cartoon Network, Cartoon Cartoons. Entre els seus treballs es troben l'haver escrit i dirigit diversos episodis de Johnny Bravo, Cow and Chicken i El laboratori de Dexter. MacFarlane també va crear i va escriure un curt titulat Zoomates per al programa Oh Yeah! Cartoons dels Estudis Frederator en Nickelodeon. El 1996, MacFarlane va crear Larry and Steve,  que era protagonitzada per un home de mitjana edat anomenat Larry i el seu gos intel·lectual Steve. El curtmetratge va ser emès a l'espai The Cartoon Cartoon Show. Els executius de la FOX, després de veure les dues parts de Larry Shorts van contractar a MacFarlane perquè creés una sèrie inspirada en els personatges.
Als 24 anys, es va convertir en el productor executiu més jove. La FOX va proposar a MacFarlane completar un curt de 15 minuts donant-li 50.000 dolares de pressupost. MacFarlane va declarar que l'episodi pilot de Pare de família li va portar mig any a crear-lo i produir-lo. Recordant una anècdota en una entrevista concedida a The New York Times, va declarar "Vaig passar uns sis mesos sense dormir i sense tenir vida, tan sols em dedicava a dibuixar com a boig en la meva cuina i treballant el pilot."

## Filmografia

### Pel·lícules
| Any  | Pel·lícula                           | Paper                                                        | Notes                                                |
| ---- | ------------------------------------ | ------------------------------------------------------------ | ---------------------------------------------------- |
| 1995 | The Life of Larry                    | Larry Cummings Steve Lois Cummings Various characters        | Student film                                         |
| 2006 | Life is Short                        | Dr. Ned                                                      | Short film                                           |
| 2008 | Hellboy II: The Golden Army          | Johann Kraus                                                 | Només veu                                            |
| 2009 | Futurama: Into the Wild Green Yonder | Mars Vegas Singer                                            | Només veu Directe per a DVD                          |
| 2010 | The Drawn Together Movie: The Movie! | I.S.R.A.E.L. (Intelligent Smart Robot Animation Eraser Lady) | Només veu Directe per a DVD                          |
| 2010 | Tooth Fairy                          | Ziggy                                                        |                                                      |
| 2012 | Ted                                  | Ted                                                          | Veu/captura de moviment Escriptor Director Productor |
| 2017 | Logan Lucky                          | Max Chilblain                                                |                                                      |

## Premis i nominacions

### Premis
- 2000. Emmy al millor doblatge per Family Guy

### Nominacions
- 2000. Emmy al millor programa d'animació per Family Guy
- 2005. Emmy al millor programa d'animació per Family Guy
- 2006. Emmy al millor programa d'animació per Family Guy
- 2008. Emmy al millor programa d'animació per Family Guy
- 2009. Emmy al millor programa d'animació per American Dad!
- 2009. Emmy a la millor sèrie còmica per Family Guy
- 2009. Emmy al millor doblatge per Family Guy
- 2011. Emmy al millor programa d'animació per The Cleveland Show